# Arrade percnopis
Arrade percnopis är en fjärilsart som beskrevs av Turner 1908. Arrade percnopis ingår i släktet Arrade och familjen nattflyn. Inga underarter finns listade i Catalogue of Life.